# Квадратична форма
Квадрати́чна фо́рма — однорідний многочлен другого степеня від однієї чи декількох змінних.

## Означення
Нехай {\displaystyle K} є полем. Квадратичною формою над полем {\displaystyle K} називається однорідний многочлен другого степеня, тобто:
{\displaystyle q(x_{1},\ldots ,x_{n})=\sum _{i=1}^{n}\sum _{j=1}^{n}a_{ij}{x_{i}}{x_{j}},\quad a_{ij}\in K.}
Якщо характеристика поля не є рівною 2, то як правило у цьому виразі {\displaystyle a_{ij}=a_{ji}.} В іншому випадку можна ввести нові коефіцієнти {\displaystyle a'_{ij}=a'_{ji}={\frac {a_{ij}+a_{ji}}{2}}.} Для полів характеристики 2 таку заміну не можливо провести.
Квадратичну форму від n змінний називають n-арною, зокрема бінарною для n = 2.

### Квадратичні простори і білінійні форми
Еквівалентно , нехай {\displaystyle V} є скінченновимірним векторним простором {\displaystyle K}. Тоді квадратичною формою називається відображення {\displaystyle q:V\to K} для якого {\displaystyle q(av)=a^{2}q(v)} для всіх {\displaystyle a\in K,v\in V} і відображення {\displaystyle q(u+v)-q(u)-q(v)} є білінійним, тобто лінійним по аргументах {\displaystyle u} і {\displaystyle v}.
Простір {\displaystyle V} із введеною квадратичною формою називається квадратичним простором.
Для полів характеристика яких не є рівною 2 квадратична форма породжує симетричну білінійну форму:
{\displaystyle b_{q}(u,v)={\tfrac {1}{2}}(q(u+v)-q(u)-q(v)).}
Ця білінійна форма називається асоційованою білінійною формою. Навпаки симетрична білінійна форма {\displaystyle b(u,v)} породжує квадратичну форму:
{\displaystyle q(u)=b(u,u).}
Для полів характеристики 2 можна ввести білінійну форму {\displaystyle q(u+v)-q(u)-q(v)} пов'язану із квадратичною але у цьому випадку навпаки ця форма не визначає початкову квадратичну форму оскільки {\displaystyle q(u+u)-q(u)-q(u)=0.}
Асоційовані білінійні форми дозволяють записати квадратичну форму як однорідний многочлен другого степеня від координат вектора  у деякому базисі {\displaystyle e_{1},e_{2},\dots ,e_{n}}. А саме:
{\displaystyle q(x)=\sum _{i,j=1}^{n}a_{ij}x_{i}x_{j},}
де {\displaystyle x=x_{1}e_{1}+x_{2}e_{2}+\cdots +x_{n}e_{n}} — розклад вектора через елементи базису, а {\displaystyle a_{ij}=a_{ji}=b_{q}(e_{i},e_{j})=b_{q}(e_{j},e_{i}).}
Для двох квадратичних просторів {\displaystyle (V,q_{1})} і {\displaystyle (W,q_{2})} лінійне відображення називається ізометрією якщо воно є ін'єктивним і {\displaystyle q_{1}(v)=q_{2}(T(v)).} Якщо це лінійне відображення є ізоморфізмом, то простори називаються ізометричними. Ізометричні простори є ізоморфними як квадратичні простори.

### Матриця квадратичної форми
Нехай {\displaystyle q(x_{1},\ldots ,x_{n})=\sum _{i=1}^{n}\sum _{j=1}^{n}a_{ij}{x_{i}}{x_{j}}} є квадратичною формою. 
Матрицю {\displaystyle A=(a_{ij})} називають матрицею квадратичної форми {\displaystyle q(x)}. У разі, якщо характеристика поля {\displaystyle K} не дорівнює 2, можна вважати, що матриця квадратичної форми симетрична, тобто {\displaystyle a_{ij}=a_{ji}}. 
Позначивши {\displaystyle x} вектор-стовпець змінних {\displaystyle x_{1},\ldots ,x_{n}} квадратичну форму можна записати у матричному виді:
{\displaystyle q(x)=x^{\mathrm {T} }Ax.}
Навпаки кожна симетрична матриця таким чином задає квадратичну форму.
Якщо квадратична форма визначена як квадратичне відображення на квадратичному просторі над полем характеристика якого не є рівною 2, то елементи матриці задаються значеннями асоційованої білінійної форми для деякого базису {\displaystyle e_{1},e_{2},\dots ,e_{n}}:
{\displaystyle a_{ij}=b_{q}(e_{i},e_{j}).}
Якщо {\displaystyle \ (e_{1},\ldots ,e_{n})} — деякий базис лінійного простору {\displaystyle \ V,} то квадратична форма буде представлена як:
{\displaystyle q({\textbf {x}})={\textbf {x}}^{\mathrm {T} }A{\textbf {x}}=\sum _{i,j=1}^{n}a_{ij}x_{i}x_{j}}
Якщо {\displaystyle \ (e'_{1}\ldots e'_{n})=(e_{1}\ldots e_{n})S} деякий інший базис e {\displaystyle \ V,} де {\displaystyle \ S} — невироджена матриця.
Тоді при переході до нового базису матриця квадратичної форми зміниться на конгруентну матрицю:
{\displaystyle \ A'=S^{T}AS.}
Квадратичні форми називаються еквівалентними, якщо їх матриці пов'язані рівністю {\displaystyle A'=C^{T}A\,C} для деякої невиродженої матриці {\displaystyle C}.
З формули {\displaystyle A'=C^{T}A\,C} випливає, що визначник матриці квадратичної форми не є її інваріантом (тобто не зберігається при заміні базису, на відміну, наприклад, від  матриці лінійного відображення), але її ранг є інваріантом. Таким чином, визначено поняття рангу квадратичної форми.
Якщо матриця квадратичної форми має повний ранг {\displaystyle n}, то квадратичну форму називають невиродженою, в іншому випадку - виродженою.

## Приклади
Квадратична форма від однієї змінної:
{\displaystyle \ Q(x)=ax^{2},}
Квадратична форма від двох змінних:
{\displaystyle \ Q(x,y)=ax^{2}+by^{2}+cxy,}
Квадратична форма від трьох змінних:
{\displaystyle \ Q(x,y,z)=ax^{2}+by^{2}+cz^{2}+dxy+exz+fyz.}

## Канонічна форма
Для довільної квадратичної форми існує базис, в якому її матриця є діагональною, а сама форма має канонічний вигляд: {\displaystyle \ Q(x)=\sum _{i}\lambda _{i}x_{i}^{2}}.
Для приведення квадратичної форми до канонічного вигляду використовують метод виділення повних квадратів (метод Лагранжа). Дана діагоналізація може бути не є диною
У випадку дійсних чисел n-арну квадратичну форму можна привести до діагонального виду де усі {\displaystyle \lambda _{i}} рівні 1, -1 або 0. Для комплексних чисел n-арну квадратичну форму можна привести до діагонального виду де усі {\displaystyle \lambda _{i}} рівні 1 або 0.
Для дійсних квадратичних форм виконується закон інерції Сильвестра: кількість нульових, додатних та від'ємних елементів {\displaystyle \ \lambda _{i}} в діагональній матриці канонічної форми не залежить від обраного базису. Ці три числа називаються сигнатурою квадратичної форми.

## Означені дійсні квадратичні форми
Квадратична форма {\displaystyle \ Q(x)} над полем дійсних чисел називається додатноозначеною (від'ємноозначеною) якщо {\displaystyle \forall x\neq 0:\;\;Q(x)>0\quad (Q(x)<0).}
Одним із важливих результатів про додатноозначені і від'ємноозначені матриці є критерій Сильвестра:
- Квадратична форма є додатноозначеною, тоді і тільки тоді, коли всі кутові мінори її матриці строго додатні.
- Квадратична форма є від'ємноозначеною, тоді і тільки тоді, коли знаки всіх кутових мінорів її матриці чергуються, причому мінор порядку 1 — від'ємний.